# Børsen
Børsen ou la Bourse de Copenhague est un bâtiment situé sur l'île de Slotsholmen à Copenhague au Danemark.
Sa construction est commandée par Christian IV et a lieu entre 1619 et 1640, ce qui en fait aujourd'hui la plus ancienne bourse du Danemark. Le bâtiment est principalement connu pour sa flèche torse où s'enroulent les queues de quatre dragons, haute de 56 mètres. 
Le bâtiment est ravagé par un incendie le 16 avril 2024.

## Histoire

### De sa construction en 1619 à 2024
Christian IV ayant pour ambition de transformer Copenhague en une importante ville commerciale, il souhaitait y créer une bourse pour compléter la construction de la nouvelle ville marchande de Christianshavn et l'établir à proximité de celle-ci. Il fit appel pour ce projet aux architectes flamands Lorenz van Steenwinckel (en) et Hans van Steenwinckel le Jeune (en) pour la construction du bâtiment, entre 1619 et 1640. L'île de Gotland fournit le grès et le bois, les briques furent importées des Pays-Bas et les colonnes de marbre de Toscane.
À l'origine, le bâtiment possédait un toit en plomb, mais lors du siège suédois de Copenhague en 1658-1659, celui-ci fut partiellement déposé pour servir à fabriquer des balles de mousquet. À partir de 1883, il est entièrement refait en cuivre.
Le bâtiment est restauré en 1745 par Nicolai Eigtved, ainsi qu'en 1855. Il accueille la bourse du Danemark jusqu'en 1974 et sert depuis, principalement, pour des réceptions et autres évènements publics et privés. Lors de son incendie en 2024, le bâtiment abritait la Chambre de commerce danoise.
À partir de fin 2022, sont entamés des travaux de rénovation, uniquement à l'extérieur et qui doivent durer de cinq à six ans. Les travaux sont confiés au cabinet d'architectes Leif Hansen Arkitekter, spécialisé dans la restauration d'anciens ouvrages.

### L'incendie du 16 avril 2024

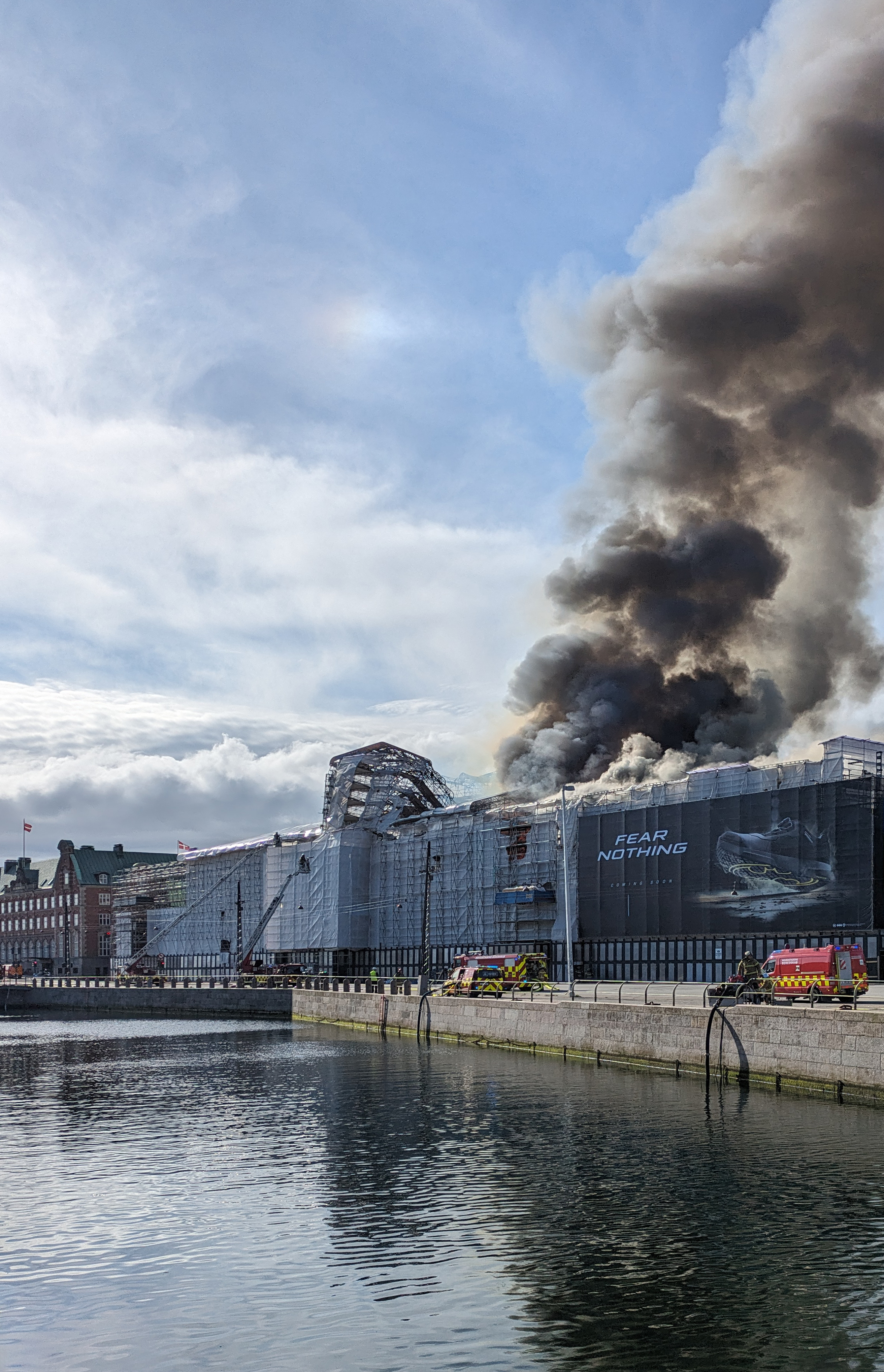
La bourse de Copenhague en feu le 16 avril 2024.

Au matin du 16 avril 2024, un incendie ravage l'édifice et se propage jusqu'à la flèche, provoquant son effondrement. Des travaux avaient lieu à l'extérieur du bâtiment, alors entouré d'échafaudages. Pendant l'incendie, Brian Mikkelsen, ancien ministre et directeur de la Chambre du commerce, participe au transport des œuvres d'art hors du bâtiment. A notamment été évacué Fra Københavns Børs (da) (1895), un tableau du peintre danois Peder Severin Krøyer représentant des courtiers. Le roi Frédéric X a remercié les sauveteurs et qualifié l'incendie de « triste spectacle », l'incendie touchant « une partie importante de notre patrimoine culturel et architectural ». L'incendie évoquait pour certains Danois celui de Notre-Dame de Paris le 15 avril 2019.
Dans l'après-midi du 18 avril, soit deux jours après le début de l'incendie, la façade du bâtiment le long du Frederiksholms Kanal s'effondre « dans un énorme grondement ». Cependant, le sinistre ne fait aucun blessé. Le 12 novembre suivant, la police de Copenhague a faut savoir quelle avait classé sans suite l’enquête sur l’incendie, n'ayant pu déterminer son origine.

### Reconstruction
Le 24 septembre 2024, les travaux de reconstruction du bâtiment sont lancés officiellement avec la pose d'une nouvelle pierre de fondation par le roi Frédéric X.

## La flèche de la Bourse
La Bourse était censée être protégée des incendies dus à la foudre par sa  flèche torse (spiralée) de 56 mètres de haut, qui sert de paratonnerre. Elle représente quatre dragons constitués de plomb avec leurs queues entremêlées en spirale. Au-dessus des dragons étaient posées sur la flèche trois boules et trois couronnes, symbolisant l'unité des trois monarchies scandinaves que formaient le Danemark, la Norvège et la Suède pendant l'union de Kalmar,. La flèche originelle, menaçant de s'effondrer, avait été reconstruite en 1775.
Le jour de la destruction de la flèche par l'incendie, vers 8 h 30 le 16 avril 2024, le ministre de la culture Jakob Engel-Schmidt fait part de son désir de la reconstruire,.

## Numismatique
La bourse de Copenhague figure sur une pièce de 20 couronnes danoises.

## Galerie

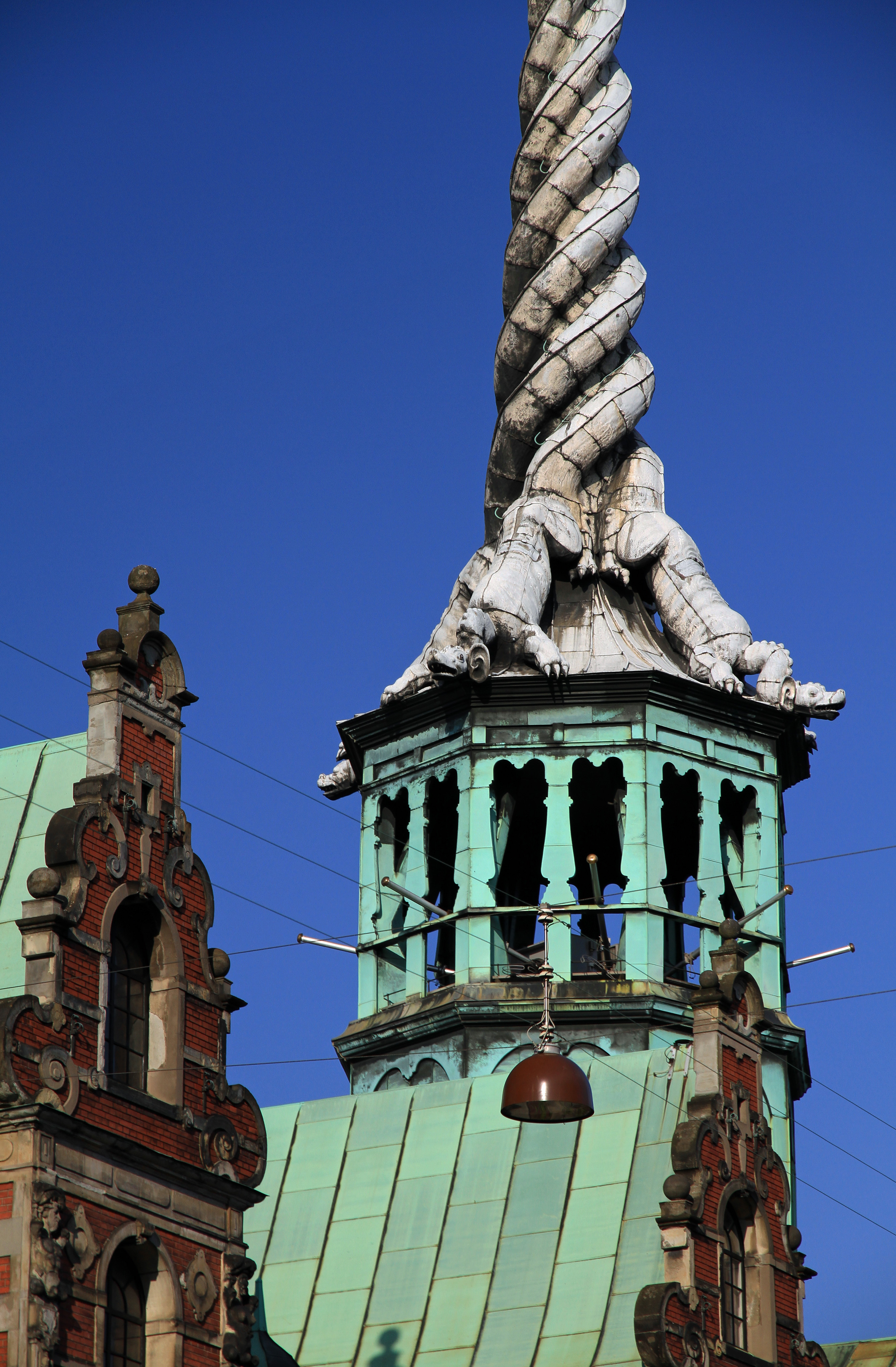
Détail de la flèche avec ses dragons.
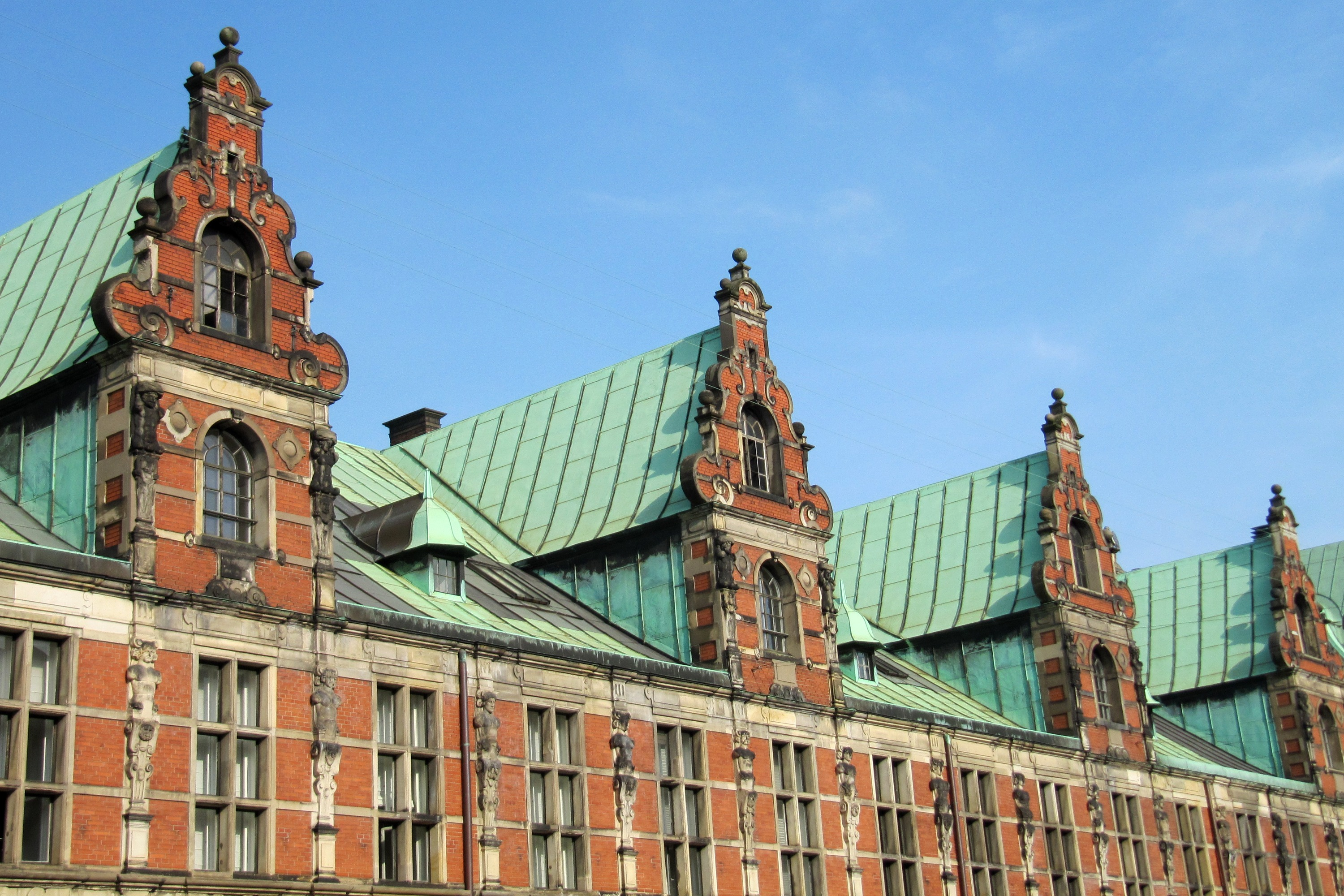
Pignons à volutes.
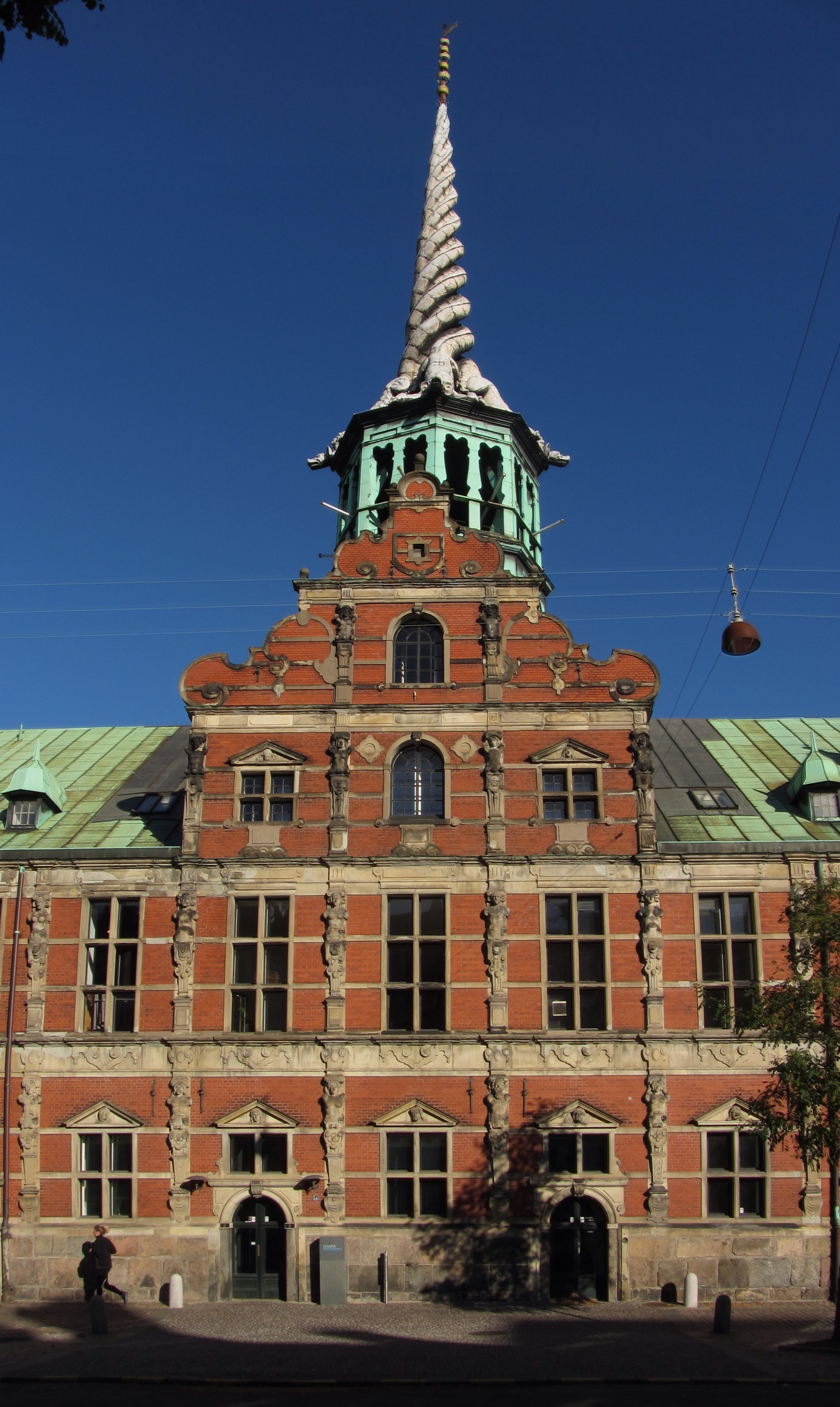
Pignon central.
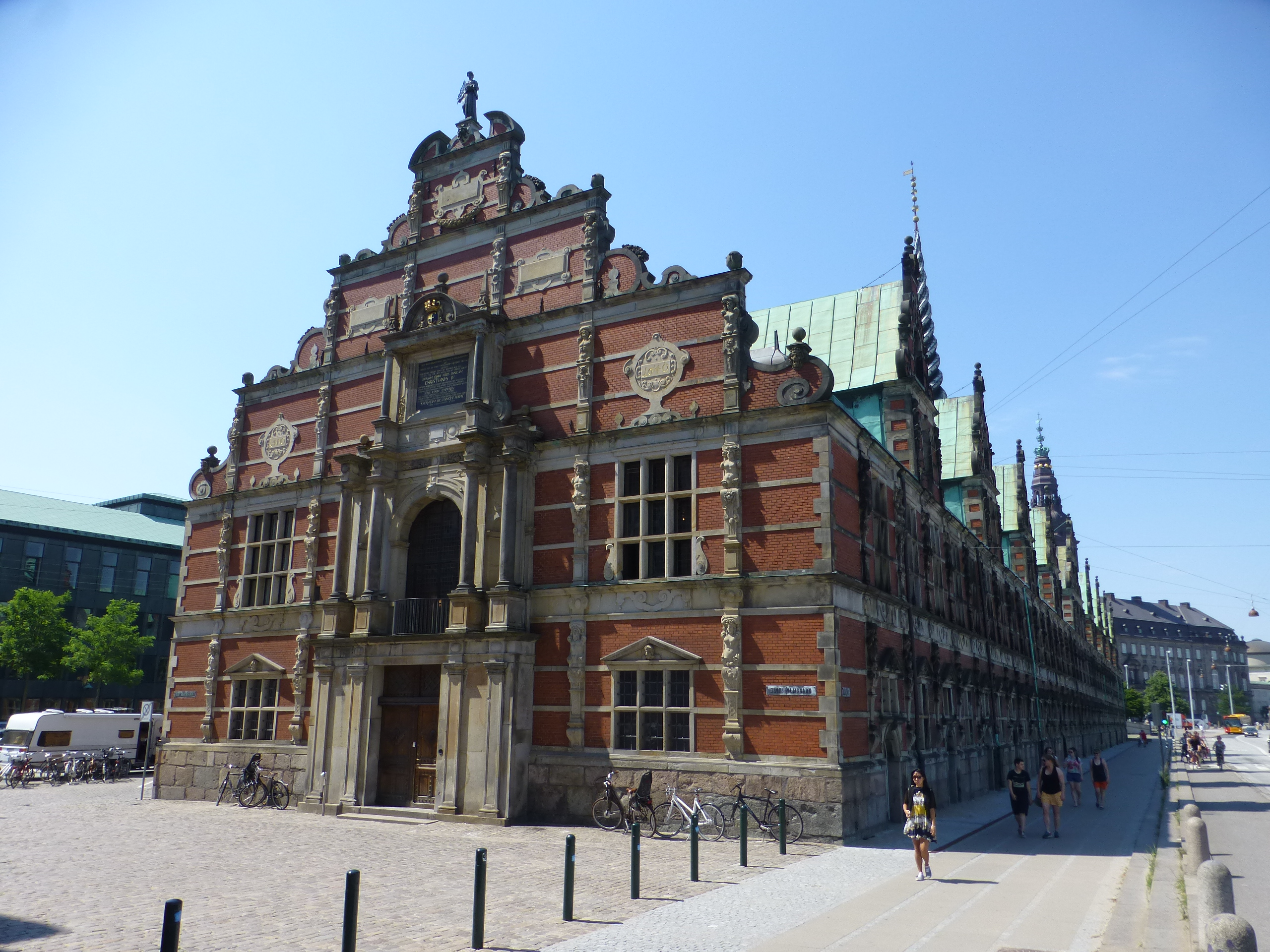
Pignon latéral avec entrée.